# سيفماش
جيه أس سي بي أو سيفماش (بالروسية: ОАО «ПО „Севмаш“», Севмаш)‏هي شركة مساهمة روسية (JSC) تابعة لشركة بناء السفن المتحدة المتكاملة رأسيًا . تتم عمليات بناء السفن لشركة سيفماش في مدينة سيفيرودفينسك الساحلية على البحر الأبيض في الاتحاد الروسي .
"سيفماش" هو اختصار لـ سيفيرنوي ماشينوسترويتلنوي بريدبرياتي (Северное Машиностроительное Предприятие )، أي "المؤسسة الشمالية لبناء الآلات". سيفماش هي أكبر شركة لبناء السفن في روسيا وهي اليوم الشركة المنتجة الوحيدة للغواصات النووية في البلاد. في عام 2020، وظفت الشركة 30 ألف شخص، واعتبارًا من عام 2009، بلغت إيراداتها من الإنتاج العسكري 533.02 مليون دولار.

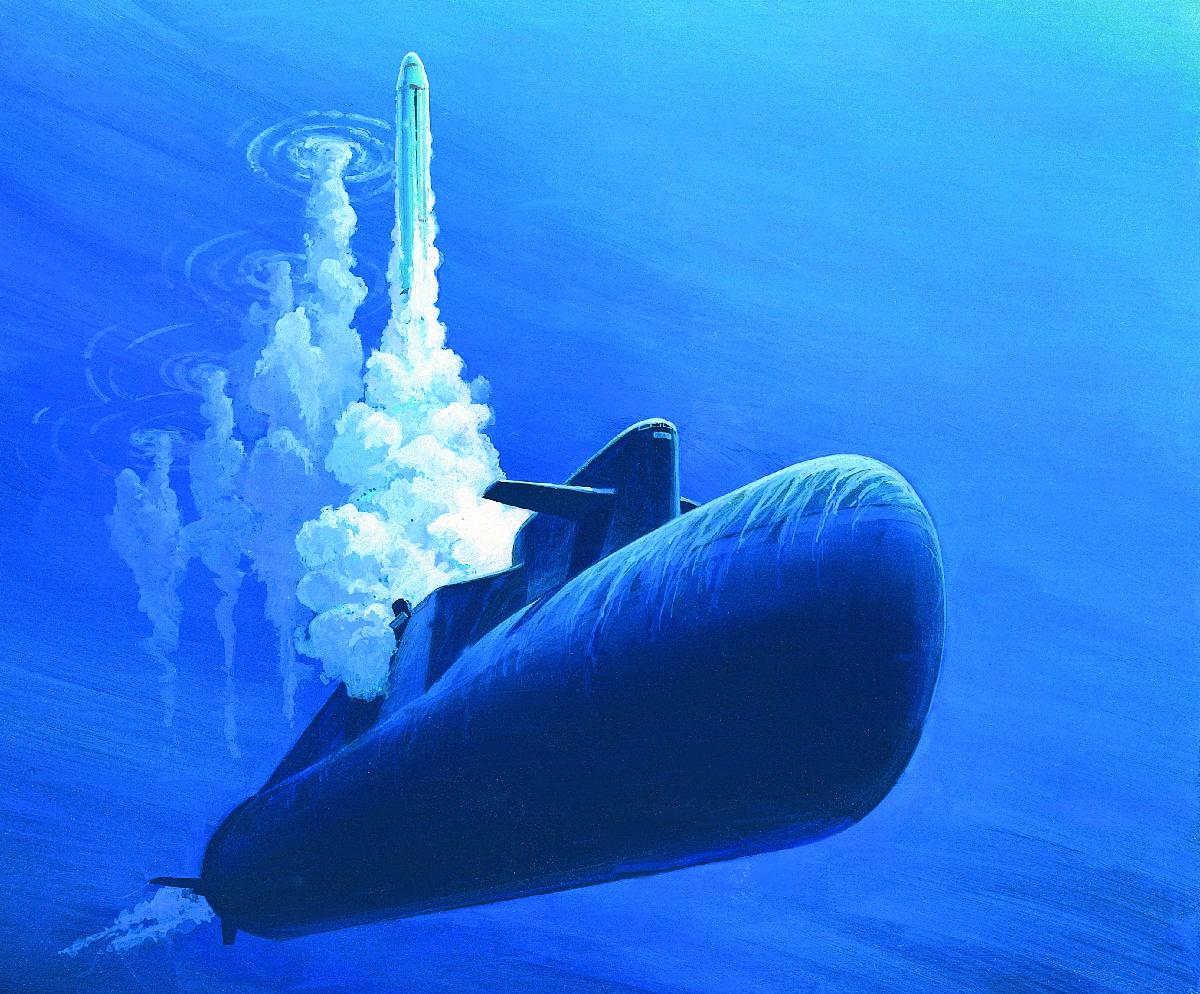
رسم توضيحي لغواصة سوفيتية ذات صواريخ باليستية تعمل بالطاقة النووية دلتا 3 تطلق صواريخ SS-N-18

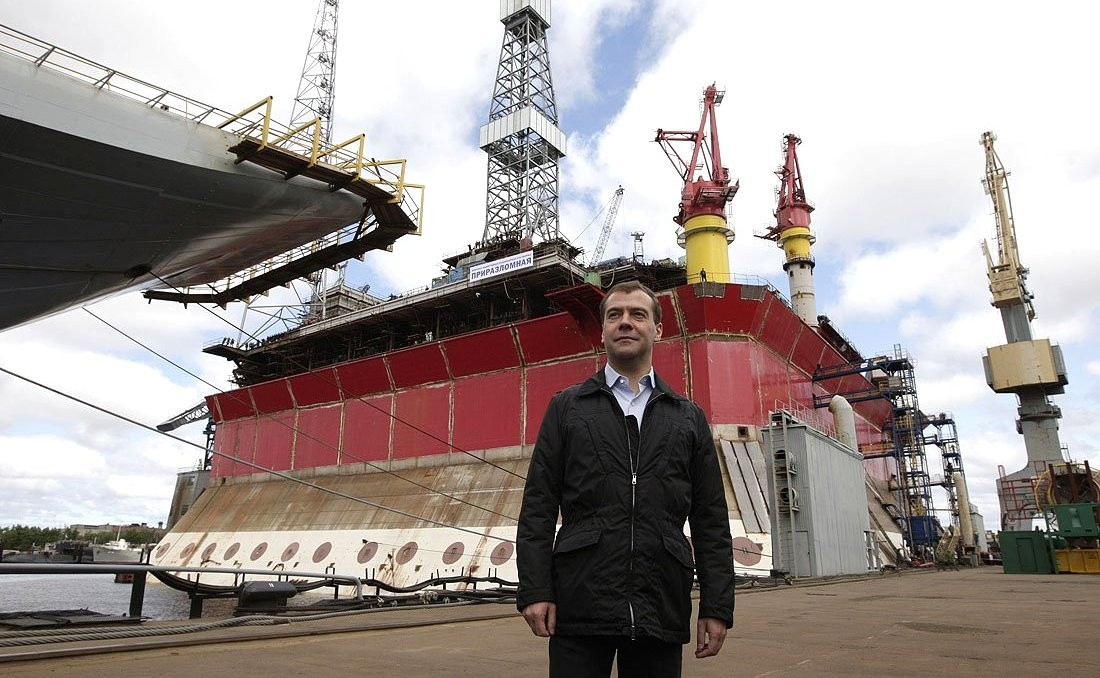
منصة ثابتة مقاومة للجليد البحري

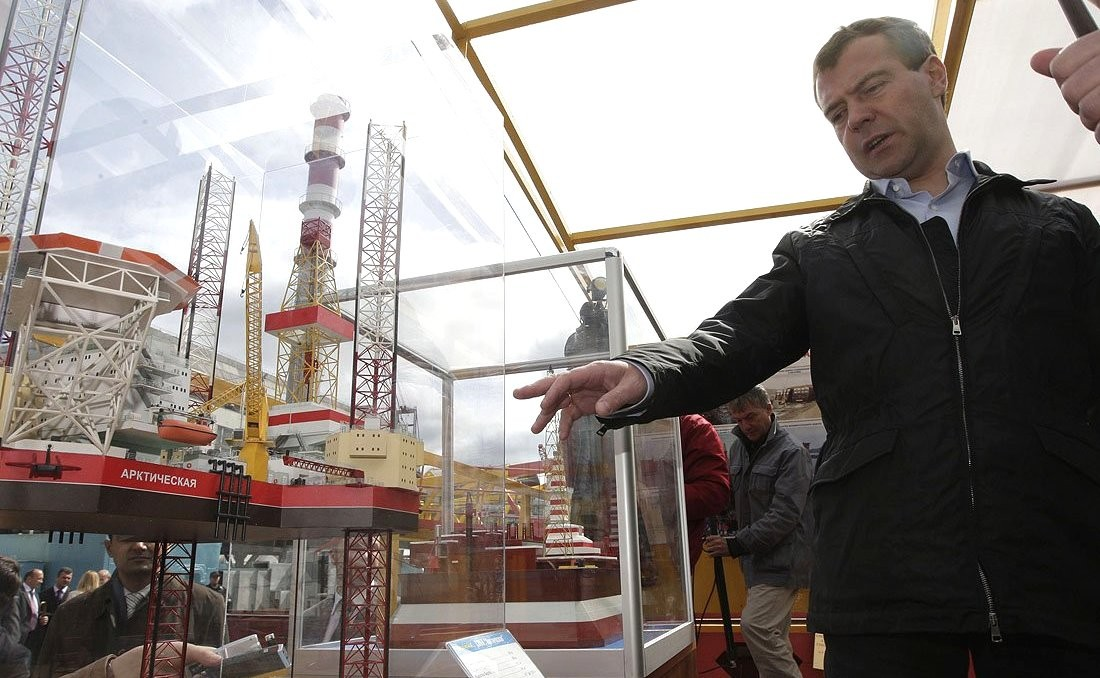
الرئيس ديمتري ميدفيديف مع نموذج لمنصة شتوكمان في يوليو 2009